# Clube Esportivo Bento Gonçalves
Il Clube Esportivo Bento Gonçalves, noto anche semplicemente come Esportivo, è una società calcistica brasiliana con sede nella città di Bento Gonçalves, nello stato del Rio Grande do Sul.

## Storia
Il 28 agosto 1919, il Clube Esportivo Bento Gonçalves è stato fondato da Leonardo Carlucci e altri sportivi.
Nel 1969, il club ha vinto il Campeonato Gaúcho Divisão de Acesso, vincendo la finale a tavolino contro l'Avenida.
Nel 1979, l'Esportivo è arrivato al secondo posto nel Campionato Gaúcho, dietro soltanto al Grêmio.
Nel 1989, il club ha partecipato al Campeonato Brasileiro Série B, dove è stato eliminato alla prima fase.
Nel 1999, l'Esportivo ha vinto di nuovo il Campeonato Gaúcho Divisão de Acesso, battendo il 15 de Novembro, il Glória e il Rio Grande nella finale a quattro.
Nel 2004, l'Esportivo ha vinto la Copa FGF, dopo aver sconfitto il Gaúcho de Passo Fundo in finale. Ha vinto di nuovo il Campeonato Gaúcho Divisão de Acesso nel 2012.

## Palmarès

### Competizioni statali
- Campeonato Gaúcho Divisão de Acesso: 3

1969, 1999, 2012
- Copa FGF: 1

2004